# Кула Норинска
Кула Норинска је насељено место и седиште општине у Дубровачко-неретванској жупанији, Република Хрватска.

## Историја
До територијалне реорганизације у Хрватској налазила се у саставу старе општине Метковић.

## Становништво
На попису становништва 2011. године, општина Кула Норинска је имала 1.748 становника, од чега у самој Кули Норинској 250.

### Општина Кула Норинска
| Број становника по пописима | Број становника по пописима | Број становника по пописима | Број становника по пописима | Број становника по пописима | Број становника по пописима | Број становника по пописима | Број становника по пописима | Број становника по пописима | Број становника по пописима | Број становника по пописима | Број становника по пописима | Број становника по пописима | Број становника по пописима | Број становника по пописима | Број становника по пописима |
| --------------------------- | --------------------------- | --------------------------- | --------------------------- | --------------------------- | --------------------------- | --------------------------- | --------------------------- | --------------------------- | --------------------------- | --------------------------- | --------------------------- | --------------------------- | --------------------------- | --------------------------- | --------------------------- |
| 1857                        | 1869                        | 1880                        | 1890                        | 1900                        | 1910                        | 1921                        | 1931                        | 1948                        | 1953                        | 1961                        | 1971                        | 1981                        | 1991                        | 2001                        | 2011                        |
| 1.654                       | 1.976                       | 2.202                       | 2.493                       | 2.891                       | 3.007                       | 2.988                       | 3.093                       | 3.165                       | 3.201                       | 3.097                       | 2.589                       | 2.047                       | 1.866                       | 1.926                       | 1.748                       |

Напомена: Настала из старе општине Метковић. Од 1857. до 1981. садржи део података града Метковића.

### Кула Норинска (насељено место)
| Број становника по пописима | Број становника по пописима | Број становника по пописима | Број становника по пописима | Број становника по пописима | Број становника по пописима | Број становника по пописима | Број становника по пописима | Број становника по пописима | Број становника по пописима | Број становника по пописима | Број становника по пописима | Број становника по пописима | Број становника по пописима | Број становника по пописима | Број становника по пописима |
| --------------------------- | --------------------------- | --------------------------- | --------------------------- | --------------------------- | --------------------------- | --------------------------- | --------------------------- | --------------------------- | --------------------------- | --------------------------- | --------------------------- | --------------------------- | --------------------------- | --------------------------- | --------------------------- |
| 1857                        | 1869                        | 1880                        | 1890                        | 1900                        | 1910                        | 1921                        | 1931                        | 1948                        | 1953                        | 1961                        | 1971                        | 1981                        | 1991                        | 2001                        | 2011                        |
| 0                           | 0                           | 0                           | 0                           | 0                           | 0                           | 0                           | 201                         | 329                         | 317                         | 305                         | 384                         | 344                         | 145                         | 302                         | 250                         |

Напомена: У 1981. повећано за део насеља Момићи. У 1857. и 1869. подаци су садржани у насељу Десне, од 1880. до 1910. у насељу Крвавац (бивше насеље Багаловићи), а у 1921. у насељу Подрујница. У 2001. смањено издвајањем насеља Матијевићи.

### Попис1991.
На попису становништва 1991. године, насељено место Кула Норинска је имало 391 становника, следећег националног састава:
| Попис 1991.‍  | Попис 1991.‍  | Попис 1991.‍ | Попис 1991.‍ | Попис 1991.‍ |
| ------------ | ------------ | ----------- | ----------- | ----------- |
|              |              |             |             |             |
| Хрвати       | Хрвати       |             | 379         | 96,93%      |
| Румуни       | Румуни       |             | 4           | 1,02%       |
| Срби         | Срби         |             | 2           | 0,51%       |
| неопредељени | неопредељени |             | 5           | 1,27%       |
| непознато    | непознато    |             | 1           | 0,25%       |
| укупно: 391  |              |             |             |             |